# 認定ファシリティマネジャー
認定ファシリティマネジャー（にんていファシリティマネジャー、Certified Facility Manager of Japan）とは、ファシリティマネジャー資格試験に合格し、登録を受けた者の称号である。ファシリティマネジメントに必要な専門知識、能力を持つ事を証明する。単にファシリティマネジャー、又は認定ファシリティマネージャー、ファシリティマネージャーとも呼ばれる。
日本では、公益社団法人日本ファシリティマネジメント推進協会（JFMA）、一般社団法人ニューオフィス推進協議会（NOPA）、公益社団法人ロングライフビル推進協会（BELCA）の3団体が協力し、制度を実施している。
企業・団体等の組織体の全施設及び環境（ファシリティ）を経営的視点から総合的に企画・管理・活用する経営管理活動に関わる新たな専門家を育成、普及する事により、快適且つ機能的なファシリティを継続的に供給し、企業理念の具現化及び経営目標を達成し、且つ健全な社会資本の形成に貢献する事を目的として、1997年度から新たに「ファシリティマネジャー」資格制度がスタートした。
又、単に職能であるファシリティマネジャーについては本項、目次の1、4、5、6、7を参照。

## ファシリティマネジャーの定義
本来、経営者は出資者から資金を預かって、ファシリティを経営資源として活用する責を負っている。FMは経営者のファシリティに対する経営責任を代行するマネジメントそのものである。
すなわち、ファシリティをいかに効率的に活用し、最大の効用をもたらすかということである。これに携わる者たちをファシリティマネジャーという。
例えば組織内のFM担当者、アウトソーサーのFM業務担当者、FMコンサルタント、CMやPMにおいてFM業務に携わる者などが考えられる。

## ファシリティマネジャー資格制度創設の歴史
- 初期の動き（1983～1989）

1983～1989年頃、インテリジェントビル調査団や建築CAD調査団が、米国でFMの動きに着目し、日本に紹介したのが日本とFMの関わりの始まりである。
1987年6月に、FM活動を一つの大きな柱に掲げたニューオフィス推進協議会（NOPA、1989年2月社団法人化）が発足し、同年11月には日本ファシリティマネジメント協会（JFMA、1996年9月社団法人化）が発足した。
1987年11月に、FMの視点も導入した幅広い施設の維持保全の確立を目指す建築・設備維持保全推進協議会（LCA、1989年6月社団法人化し、BELCA）が発足したことによって、日本のFMは大きな前進を始めた。
- ファシリティマネジャー資格制度の創設（1991年～1997年）

日本でのFMの有用性については、通商産業省（現経済産業省）と建設省（現国土交通省）の両省が早くから着目し、前者はNOPAを通して、後者はJFMAを通してFMの普及に力を入れた。
ところが両者からそれぞれFM資格制度創設の動きが生まれた為、1991年6月にNOPAとJFMAにBELCAが加わった３団体による「FM推進連絡協議会」組織され、一元的なFM資格制度創設を目指すことが合意された。
1996年9月にJFMAが社団法人化されると共に資格制度が実現した。JFMAが実施事務局となり、JFMA、NOPA、BELCAが認定する資格として1997年7月に最初のファシリティマネジャー資格試験が実施された。
この試験に合格し、登録した人々は認定ファシリティマネジャーとしてFMを専門的に遂行する資格を得たことになり、日本のFMを大きく前進させる原動力となっている。

## 認定する知識・能力
- ファシリティマネジメント戦略
- ファシリティの計画、不動産取得、賃貸借、建設等のプロジェクト管理
- 運営維持とファシリティマネジメント業務に関する知識・能力
- ファシリティマネジメントの為の人間性等
- 施設、情報等の関連知識
- 利用者の満足度等の品質分析、評価等
- 運営費、投資等の財務分析
- 評価、需要対応、施設利用度等の分析、評価
- 企画立案やプレゼンテーション等の技術

など

## ファシリティマネジャーに要求される能力
一般的にマネジメント能力はマネジメントスキル（業務処理能力）、ヒューマンスキル（対人関係能力）、テクニカルスキル（技術的能力）の３つの能力からなると言われている。
FMという管理手法は、ファシリティマネジャーが自ら各種の業務を遂行するという性格ではなく、外部の多くの専門家、技術者の力を十分に活用することと、その実施に対する管理が中心である。例えるとオーケストラの指揮者的な存在である。FM戦略という楽譜に基づいて、楽団員、つまり多くの関係部門、外部の専門家たちにベストの能力を発揮してもらう。その為に、マネジメントスキルとヒューマンスキルの占める重要性は大きい。
一方、指揮者はここの楽器の演奏能力は求められないが、それぞれの実績を評価し、自己のFMに適合するチームワークを作るリーダーシップを求められる。一般的に言われているマネジメント、ヒューマン、テクニカルの3つのスキルを上げると以下のような能力があり、これらはそのままFMに適用できる。
- マネジメントスキル

計画力・組織力・統率力・人材の活用・問題分析力・創造力・判断力・決断力・国際感覚・経営感覚
- ヒューマンスキル

リーダーシップ・リスクテイキング・ストレス耐性・理解力・傾聴能力・要点把握力・感受性・柔軟性・表現力・発表力・説得力
- テクニカルスキル

FM戦略策定能力（計画管理担当）・プロジェクト企画管理能力（プロジェクト管理担当）・FM財務評価能力（共通）・IT活用能力（共通）・語学力・建設関連知識・不動産関連知識・財務、会計関連知識・セキュリティ関連知識・環境、資源、安全、防災知識

## ファシリティマネジャーの行動倫理
国際ファシリティマネジメント協会(IFMA)のファシリティマネジャー認定制度(CFM)では、受験に際して全ての受験者は指定された「行動倫理規定」にサイン（同意）する事を義務づけされている。
これはファシリティマネジャーとして、企業活動の重要な業務を行う為の、また社会人としても重要な行動規範を義務づけており、益々国際的にも重要的な意味を持つ。ファシリティマネジャーとして参考にすべき規定である。
下記にCFMの行動倫理規定の全文を示す。
```
                                   行動倫理規定
 
 受験者は全員行動倫理規定(code of conduct)に署名し、これを遵守しなければならない。
 
 行動倫理規定の本文は次の通りである：
 
 1.私は、安全で人に優しく、かつ機能的なワークスペースを作り、管理する事を
   最重要目標として掲げます。
 
 2.私は、経営陣のニーズとワークプレイスで働く人々のニーズを統合して、人に優しく
   効果的な就労環境を作り、管理します。
 
 3.私は、客観的で専門的な判断を堅持する事を達成可能な目標として掲げます。
   個人的な活動、金銭の受領、或いは利害の対立など、私の雇用者、顧客、あるいは
   私がワークプレイスの提供と保全の役務を提供している人々の利益を損ねるような行動に
   よって判断を歪める事は決してしません。
 
 4.私は、雇用者、従業員、及び顧客の権利を支援するべく職務を遂行します。
   人種、性別、出自、年齢、あるいは国籍などを理由に差別する事は決してしません。
 
 5.私は、物理的環境とそこで働く人々と業務プロセスの間の関係に留意し、設計、施工、維持保全、
   および経営に関する専門職者としての技能を維持し更新する為に、常に新しい情報を追求します。
```

## FM担当部門長としての職務
ファシリティマネジャーは、正社員であるか否かにかかわらずFMの業務に携わっているものであり、FMの部門長はFM部門の正社員、組織内関連部門のスタッフ、アウトソーサー、プロジェクトマネジャー、コンストラクションマネジャー、さらにコンサルタントなどのさまざまなプロフェッショナルを束ねて成果を出すことが求められる。
加えて遅れてスタートしたFMをグローバルレベルに引き上げる為に、FM部門長の強力なリーダーシップがより重要になる。
ひるまない決断力、強い責任感、敵を味方にする説得力、FMの目的・目標のために行動する勇気が求められる。

## ファシリティマネジャーの役割
- 快適性、生産性、信頼性、適合性、品格性等の品質性能の確保、投資や運営費の最小化、需要の変化への柔軟な対応の為に、科学的なデータを元に定量的に捉え、課題を明確にし、誰でも十分に理解される目標を定める。
- 目標を達成する為、必要な専門・関係者等の力を組織化し、具体的な実行計画を中心となって策定し、その計画の実行を管理。
- 作り上げられたファシリティが、経営環境やニーズの変化に柔軟に対応し、常に目標を満足しているかの調査・評価。

### プロジェクト管理における役割
FM部門は、経営者から権限委譲され、必要事項について経営者の確認・承認を受けながら、プロジェクト管理の責任者として業務を遂行する。その役割には自らが業務を遂行するだけでなく、組織内の関連部門の協力を仰いだり、サービス提供者に委ねた業務の管理も含まれるファシリティマネジャーの役割としての主要な留意点を列記する。
- 目的・目標の確実な実現

経営の求める目的・目標に基づいて、規模・品質・予算・工程など、さまざまな制約やリスクを克服して実現させなければならない。ファシリティマネジャーにはその実現のために、強靭な信念と適切な知識、技術の基盤、的確な手順と方法によって計画・実施することが求められる。
- 確実な実現の為の充実した計画

プロジェクトは計画の段階で実施の成果が決まる。修正や後戻りは早いほどコストや時間のロスは少ない。したがって、完成後の運営維持計画を含めた落ち度の無い計画策定が重要である。その為には、論理的なよりどころ、的確な評価、さらにタイミングと重点を逃がさない合意形成が求められる。
- 充実した計画に沿った着実な実施

プロジェクトの完成までの間、ファシリティマネジャーには、要求条件との整合性を管理し、変更要求が発生した際は迅速活的確な対応を行うこと、サービス提供者との過不足の無い委託範囲、内容、コスト、期限の契約を行うこと、落ち度の無い予算管理などの期中管理と完了時の検収を行うこと、プロジェクト完成後の利用としての運営維持が円滑に行えるように準備することが求められる。

### 運営維持における役割
利用者が接するのは、運営されている施設と運営にかかわるファシリティマネジャーである。利用者にはFMの戦略・計画は見えないし、プロジェクト計画中の施設は入居するまで縁が無い存在である。利用者といっても千差万別で、その立場やニーズは多様である。気難しい上級管理者や教職者たち、気に入らないと二度と来てくれない顧客、非効率な施設の為に生産性と競争力が低下していくワーカーたち。これらの多様な利用者の満足度や生産性を高めることが運営維持に関わるファシリティマネジャーの重要な役割である。
その為には、第一に利用者の多様なニーズを的確に理解し、ニーズに適切に対応するサービス精神やスチュワードシップが必要である。第二に、運営維持は建物・設備を対象とする定型業務が主体ではなく、人間相手の生々しい業務であると認識し、常に前向きに自己学習と自己改革を心がけることである。その積み重ねによって、ファシリティマネジャーは経営者から信頼できるパートナーとして認知されるようになる。それには、運営維持のベストの体制を形成することである。これが第三の条件である。
メンバーは組織の内外を問わず、専門性に優れているだけでなく、上記の第一、第二の条件を満たしていなければならない。加えて、何よりファシリティマネジメントを天職と信じている者の集まりであることが重要である。

### サービス業務における役割
サービスの業務を遂行するにあたっては、「サービスは利用者の為にある」という事を常に念頭に置かなければならない。ファシリティマネジャーの役割は「より高い品質のサービスを、より低いコストで利用者に提供する」ことである。
サービスの品質とコストが正しく釣り合うことが求められており、ファシリティマネジャーはそれを実施すると同時に、利用者に説明する責任がある。何故ならば潜在化または顕在化を問わず、コストは利用者に配賦され、請求される（課金：コストチャージアウト）ことになるからである。したがって、利用者がそのサービスを不要と判断した場合には、これを断ることも起こりうる。このように、サービスは基本的に利用者への社内課金を前提として計画される。
ファシリティマネジャーと利用者は、サービスの品質と価格に関する合意事項について事前に取り決める（SLA）。サービスの実施にあたっては、提供されるサービス品質の目標値である主な指標（KPI）を事前に定めておき、定期的（毎月1回など）に行う。ファシリティマネジャーの責務は、KPIやCSSの結果を元にSLAが満たされているかどうかを検証し、問題点を見つけ出しては改善を実施するサイクルを確立することである。
ここまでは利用者とファシリティマネジャーの関係を論じてきたが、利用者の意見は、ファシリティマネジャーの意見としてサービス提供者に伝えられる。言い換えれば、ファシリティマネジャーの役割とは、利用者とサービス提供者との間に立ち、サービス提供者が利用者にコストに見合った質の高いサービスを提供し、利用者が満足してコストを負担するような関係を確立・維持することである。

## 認定ファシリティマネジャー資格試験

### 受験資格
学歴・年齢・性別・国籍などの制限は無い。

### 受験手数料
受験手数料は21,600円（消費税込）

### 試験科目及び出題範囲
午前
- 1時限　FM概論　（60分 多項選択式）

経営とファシリティマネジメント
・ファシリティマネジメントとは
・ファシリティマネジメントの効果
・経営環境とファシリティマネジメント
- 2時限　FM業務　（90分 多項選択式）

ファシリティマネジメントの業務
・ファシリティマネジメントの体系
・統括マネジメント
・FM戦略・計画
・プロジェクト管理
・運営維持
・評価
・改善
午後
- 3時限　FM知識　（60分 多項選択式）

ファシリティマネジメントの知識
・人間性関連知識
・ワークプレイス関連の知識
・不動産取引関連の知識
・施設関連の知識
・ファシリティマネジメントの関連法規
- 4時限　論述　（90分）

・実際のFMを行う上で必要な問題抽出能力・問題解決能力
・相手に理解してもらうための表現力・提案力・説得力

### 合否判定
合否判定は「学科試験」(①概論 18問程度、②業務 24問程度、③知識 18問程度の３教科 60問程度、合計 600点満点)及び「論述試験」(300点満点)の合計得点(900点満点)によって最終合格者を決定する。

### 受験者数・合格者数・合格率
| 年度             | 受験者数 | 合格者数 | 合格率 |
| ---------------- | -------- | -------- | ------ |
| 1997（平成9）年  | 2132人   | 981人    | 46.0%  |
| 1998（平成10）年 | 1809人   | 753人    | 41.6%  |
| 1999（平成11）年 | 1489人   | 640人    | 43.0%  |
| 2000（平成12）年 | 1783人   | 895人    | 50.2%  |
| 2001（平成13）年 | 2172人   | 861人    | 39.6%  |
| 2002（平成14）年 | 2145人   | 927人    | 43.2%  |
| 2003（平成15）年 | 2052人   | 824人    | 40.2%  |
| 2004（平成16）年 | 1653人   | 684人    | 41.4%  |
| 2005（平成17）年 | 1677人   | 683人    | 40.7%  |
| 2006（平成18）年 | 1349人   | 555人    | 41.1%  |
| 2007（平成19）年 | 1395人   | 540人    | 38.7%  |
| 2008（平成20）年 | 1436人   | 635人    | 44.2%  |
| 2009（平成21）年 | 1272人   | 510人    | 40.1%  |
| 2010（平成22）年 | 1137人   | 490人    | 43.1%  |
| 2011（平成23）年 | 1071人   | 471人    | 43.8%  |
| 2012（平成24）年 | 1025人   | 450人    | 43.9%  |
| 2013（平成25）年 | 1034人   | 450人    | 43.5%  |
| 2014（平成26）年 | 1075人   | 472人    | 43.9%  |
| 2015（平成27）年 | 1074人   | 473人    | 44.0%  |
| 2016（平成28）年 | 1070人   | 470人    | 43.9%  |
| 2017（平成29）年 | 1036人   | 455人    | 43.9%  |
| 2018（平成30）年 | 937人    | 412人    | 44.0%  |

## 認定ファシリティマネジャー登録

### 登録資格
試験に合格した者で、下記に掲げる学校のいずれかを卒業し、かつ、これに対応した年数以上の実務経験を有する者に限り、登録を受けることができる。なお、国籍、性別および学校における学部学科等は問わない。
ただし、次のいずれかに該当する者は登録を受けることができない。
- 未成年者、成年被後見人または被補佐人
- 禁固以上の刑に処せられ、その刑の執行を終わり、または刑の執行を受けることがなくなった日から2年を経過していない者
- 破産者で復権を得ない者
- ファシリティマネジャーの業務に関し、不誠実な行為をしたことにより登録を抹消され、その抹消日から2年を経過していない者

### 学歴による年数要件
試験合格後、下記に掲げる学校のいずれかを卒業し、かつ、これに対応した年数以上の実務経験を有する必要がある。
- 4年制大学またはこれに準ずるもの－3年
- 3年制短期大学－4年
- 2年制短期大学、高等専門学校またはこれに準ずるもの－5年
- 高等学校またはそれに準ずるもの－7年
- その他－10年

### 実務経験要件
次に掲げるファシリティマネジメントの12業務の全部または一部を経験してきたことをいい、その経験の証明を必要とする。証明者は、原則として現在の職場の上司（管理職以上）または人事担当責任者とする。登録申請者が退職等で組織に属していない方や個人経営者などの場合の証明者は、元の職場の人事担当、同業者または取引相手等の第三者とする。また、登録申請者が転職等で職場を変わっている場合は、現在の職場の上司（管理職以上）または人事担当責任者が、以前の職場を含めて証明する必要がある。実務経験証明書の所定欄に証明者の署名、押印が必要となる。
ファシリティマネジメントの12業務
- 統括マネジメント

ファシリティ全体を把握し、その総合的な最適化を図るために統括的に経営活動（マネジメント）を行う業務。具体的な業務としては、権限と責任をもつFM組織体制を構築すること、そのFM組織を運営することが主体となる。
- FM戦略 (FM戦略・計画（Plan)）

経営戦略方針、あるいはFM業務評価からの改善方針を受けてFMの目標を策定し、その目標を実現するためのFM施策を立案する業務。
- 中長期実行計画 (FM戦略・計画（Plan)）

FM施策を受けて、FM戦略を実行するため、中長期の期間を設定し、ファシリティの供給に関わる「供給計画」、品質評価にもとづく「品質計画」、そしてこれら両方に関わる「財務計画」を立案し、経営者の承認を得て策定する業務。
- ワークプレイスづくり (プロジェクト管理（DO））

人が創造力を発揮して働ける室内環境（執務環境や居住環境）と機能の整備および情報化への対応装備を計画し、実施する業務。
- 不動産賃貸借 (プロジェクト管理（DO））

施設（土地・建物）の賃貸借や返却を計画・実施し、適切なスペースの供給を行う業務。
- 不動産取得 (プロジェクト管理（DO））

土地・建物の取得、権利保全、売(廃)却および資産流動化を適切に計画し、実施する業務。
- 建物建設 (プロジェクト管理（DO））

新築、増築など建物の建設を計画し、実施する業務。(建物の解体・処分も含む。)
- 大規模改修 (プロジェクト管理（DO））

建物の性能向上や長寿命化を図るため、建物、設備、内装などの大規模な修繕、改修、模様替えなどを計画し、実施する業務。
- 運用・サービス (運営維持（DO))

ファシリティを安全、快適、効率的に活用できる状態に保ち、ユーザーに対しては、心地よいオフィス環境と利便のよいサービスを提供し、ユーザーの満足度を上げることで、生産性の向上に結びつける業務。
- 維持保全 (運営維持（DO))

いわゆるメンテナンスのことをいい、施設のハード面について、性能・機能の確保と、ニーズの変化に対して必要な対応を担う業務。
- 評価（Check）

品質・財務・供給の 3 視点による評価技術を用いて、現状をできるだけ定量的に把握し、評価することによって、現状の到達点と課題を明らかにする業務。
- 改善（Act）

「評価」の業務により明らかになった、FM の目標の到達点や未達成の課題、新しい課題を踏まえて、新たなFMの目標を設定するための改善方針を検討し、立案する業務。

### 登録の方法
登録手続きは、合格証とともに送付する登録関係書類に基づき手続きを行う。登録申請には次の書類が必要。
1. ファシリティマネジャー資格登録申請書および実務経験証明書
2. 登録手数料払込の郵便振替払込受付証明書
3. 誓約書
4. 周知先書の申込書（希望者のみ）
5. 登録者名簿・掲載内容の可否回答書
6. 登録用写真
7. 実務経験年数10年未満の者は、最終学歴の卒業証明書または卒業証書の写し

### 登録手数料
登録手数料は10,800円（消費税込）

### 登録の有効期限
- 登録の有効期限は、登録を受けた日（登録証交付日）から、試験に合格した年または更新講習を修了した年の5年後の年度末まで。
- 更新講習（有料）の課程を修了し登録を申請することにより、登録の更新ができる。
- 合格されても登録資格に満たない者は、登録資格を満たしてから登録ができる。また合格した年から５年間を過ぎてから登録資格を満たした場合は、初回の登録であっても更新講習（有料）の修了が必要となる。

### 登録の抹消
- 次のいずれかに該当することになったときは登録を抹消する。
  - 成年被後見人または被保佐人
  - 禁固以上の刑に処せられたとき
  - 破産手続開始の決定の通知を受けたとき
  - 登録の有効期間が満了したとき（更新の登録を受けた場合は除く）
  - 虚偽または不正の事実に基づいて登録を受けたことが判明したとき
  - 登録者が死亡しまたは失踪宣言を受けた場合
- 次のいずれかに該当することになったときは登録を抹消することがある。
  - 登録者が登録簿の記載事項に変更を生じた場合において、正当な理由がなく30日以内に届出を行わなかったとき
  - 登録者がFMの業務に関し不誠実な行為をしたとき

### 登録証・資格証
登録者には、ファシリティマネジャー登録証と認定ファシリティマネジャー（CFMJ）資格証が交付される。

## 更新制度
ファシリティマネジャー資格制度では、認定ファシリティマネジャーの資格有効期間を5年と定めている。

### 目的
更新講習は、更新登録を受けようとする資格者の者に、最近5年間の「ファシリティマネジメントを取り巻く環境の変化、法改正、技術進展等に伴う情報・知識」を提供し、ファシリティマネジャーとしての技能の向上を図ることを目的としている。

### 受講方法
更新希望者は4つの方式のうち1つを選択して、受講することができる。更新講習は、距離や時間等に制約を受ける方々でも受講できるよう、また、日頃のFMに対する活動を評価するこ
とができるよう、次のA～Dの4つの方式により行われている。A、BおよびC方式は、講習の形態をとってはいないが、上記のような趣旨から講習とみなしている。
- A方式（個人会員方式）

受講者が現に24ヶ月以上継続して(社)日本ファシリティマネジメント推進協会の個人会員であり、機関誌等によってFMの最新情報を修得していること。および、更新講習テキストにより自己学習すること。
- B方式（FM活動ポイント方式）

受講者が前回の登録交付日以降で最近の5年以内に、次の4分野のうち2つ以上の分野においてFM活動を行い、活動に応じたポイント基準に従って合計20ポイント以上を取得すること。および、更新講習テキストにより自己学習すること。
①実務経験
FMの業務を経験する。
②継続教育
FMに関する講習会・セミナー・大会等に参加・受講する。
③FM団体活動
FM団体の会員になる、またはFM三団体の委員会の委員長になる。
④FM普及啓発への貢献
FM関係の講演会・講習会等の講師を務める、FM関連の書籍・雑誌等の執筆を行う、またはその他FMの普及啓発に貢献する。
- C方式（在宅講座方式）

受講者が更新講習テキストにより、自習の上、修了考査問題の解答を(社)日本ファシリティマネジメント推進協会に提出し、修了考査に合格すること。
- D方式（集合講座方式）

受講者が更新講習テキスト(当日配布)に基づく集合講座を受講し修了すること。

## 他資格との関係
日本国に於けるファシリティマネジメント・CRE戦略関連の資格制度としては認定ファシリティマネジャーや不動産証券化協会認定マスター、不動産戦略アドバイザー等が挙げられる。
- 不動産証券化協会認定マスター

(社)不動産証券化協会認定マスターは、(社)不動産証券化協会（ARES）が実施しており、その目的は①不動産と金融の共通言語の構築、②人材不足の解消、③市場の健全な発展のためのインフラ（リーダーの育成、信頼される市場の創造、業界の変革スピードの加速）、とされている。
- 不動産戦略アドバイザー

不動産戦略アドバイザー認定制度は、NPO法人日本不動産カウンセラー協会（JAREC）が2009年3月より実施を開始した（資格認定規程の制定）。その目的は、CRE・PRE戦略の効果的な実践に寄与すること、とされている。